# Björn Landberg
Pour les articles homonymes, voir Landberg.
 (février 2022).
Si vous disposez d'ouvrages ou d'articles de référence ou si vous connaissez des sites web de qualité traitant du thème abordé ici, merci de compléter l'article en donnant les références utiles à sa vérifiabilité et en les liant à la section « Notes et références ».
Björn Landberg, nom de scène de Kevin Björn Wolfgang Kraus (né le 21 janvier 1980 à Berlin-Ouest) est un acteur et chanteur allemand.

## Biographie
Kevin Kraus, fils d'un professeur berlinois et né à Berlin-Reinickendorf, obtient à l'abitur au Humboldt-Gymnasium de Berlin-Tegel (de) en 1999. Dans son enfance, il reçoit des cours de piano, de guitare et de chant. Son père joue dans un groupe de rock. Après son service militaire, Kraus rencontre par l'intermédiaire du pilote de course Kutte Klein (de) l'auteur-compositeur Norbert Hammerschmidt (de), est découvert par le label Warner/Chappell Music et suit des cours de chant professionnels. Il étudie le théâtre et le chant à l'International Network of Actors à Berlin en 2003/04 et au Lee Strasberg Theatre and Film Institute à New York en 2004-2005. Parallèlement, il suit une formation au combat scénique auprès de J. Allen Suddeth (de) aux États-Unis en 2004-2005.
En 2001, il participe sous son prénom Kevin avec le titre Playin' on my mind à l'émission de sélection pour représenter l'Allemagne au Concours Eurovision de la chanson 2001, où il termine 11e. De 2005 à 2007, il interprète Gaston dans la version allemande de la comédie musicale américaine La Belle et la Bête au Metronom Theater (en) d'Oberhausen et en 2007 au Theater am Potsdamer Platz de Berlin. De 2009 à 2011, il interprète le rôle du gorille Kerchak dans la comédie musicale Tarzan au Neue Flora (en) de Hambourg.
Kevin Kraus assume de nombreux rôles de figurations dans des productions cinématographiques et télévisuelles. Il est membre de du Bundesverband Schauspiel (de) et de l'Association des intérêts des acteurs de doublage.

## Discographie
Albums
- 2015 :  Bjørn Landberg (Electrola (en))
- 2017 : Herztöne     (Atresus Music)
- 2020 : Herztöne 2  (Atresus Music)

Singles
- 2001 : Playing On My Mind (sous le nom de Kevin; East West Records (en))
- 2009 : Schade dass ich kein Italienisch kann (sous le nom de Kevin Kraus, Cariblue)
- 2010 : Bring dein Gefühl auf die Bank (sous le nom de Kevin Kraus, Cariblue)
- 2015 : Ich hol dich hier raus
- 2015 : Ich lass Dich so nicht gehn
- 2015 : Jetzt hör auf zu reden
- 2017 : Wenn es am schönsten ist
- 2017 : Sag mir doch die Wahrheit
- 2018 : Ein Bett aus Rosen
- 2019 : Ich weiß jetzt endlich wie das geht
- 2020 : Gott sei Dank gibt es dich
- 2020 : Maßlos

## Source de la traduction
- (de) Cet article est partiellement ou en totalité issu de l’article de Wikipédia en allemand intitulé « Björn Landberg » (voir la liste des auteurs).